# رانا (ناحیه لوونی)
رانا (به چکی: Raná) یک منطقهٔ مسکونی در جمهوری چک است که در ناحیه لوونی واقع شده‌است. رانا ۱۲٫۳۳ کیلومتر مربع مساحت و ۲۳۶ نفر جمعیت دارد و ۲۹۷ متر بالاتر از سطح دریا واقع شده‌است.